# Кіріл Петров
Кіріл Петров (болг. Кирил Петров / Kyril Petrov; 6 січня 1897, Сталійська Махала в громаді Лом Монтанска округу, Болгарія — 28 грудня 1979, Софія, Болгарія) — болгарський жанровий живописець, портретист. Самобутній художник, більшу частину життя прожив у рідному селі, в селянській громаді. Прагнув дати у своєму живописі «голос» мовчазній селянській масі Болгарії.

## Життя художника
Кіріл Петров народився 6 січня 1897 року в селі Сталійська Махала, що входить в общину Лом Монтанска області на північному заході Болгарії. Територія громади Лом витягнута вздовж течії Дунаю, а саме місто Лом — це другий за величиною річковий порт Болгарії.
Спочатку для навчання юнак вибрав найближчим до Сталійська Махала Педагогічне училище міста Лом. Закінчив училище в 1915 році. Воював в Першій світовій з 1916 по 1918 рік. Софійську Академію мистецтв (майстерня професора Миколи Маринова) закінчив у 1926 році. У 1931 році Кіріл Петров стає членом «Товариства нових художників» (болг.) У 1937 році отримує золоту медаль на Міжнародній виставці в Парижі. Воював на фронтах Другої світової війни у 1943—1944 роках.

### Кредо

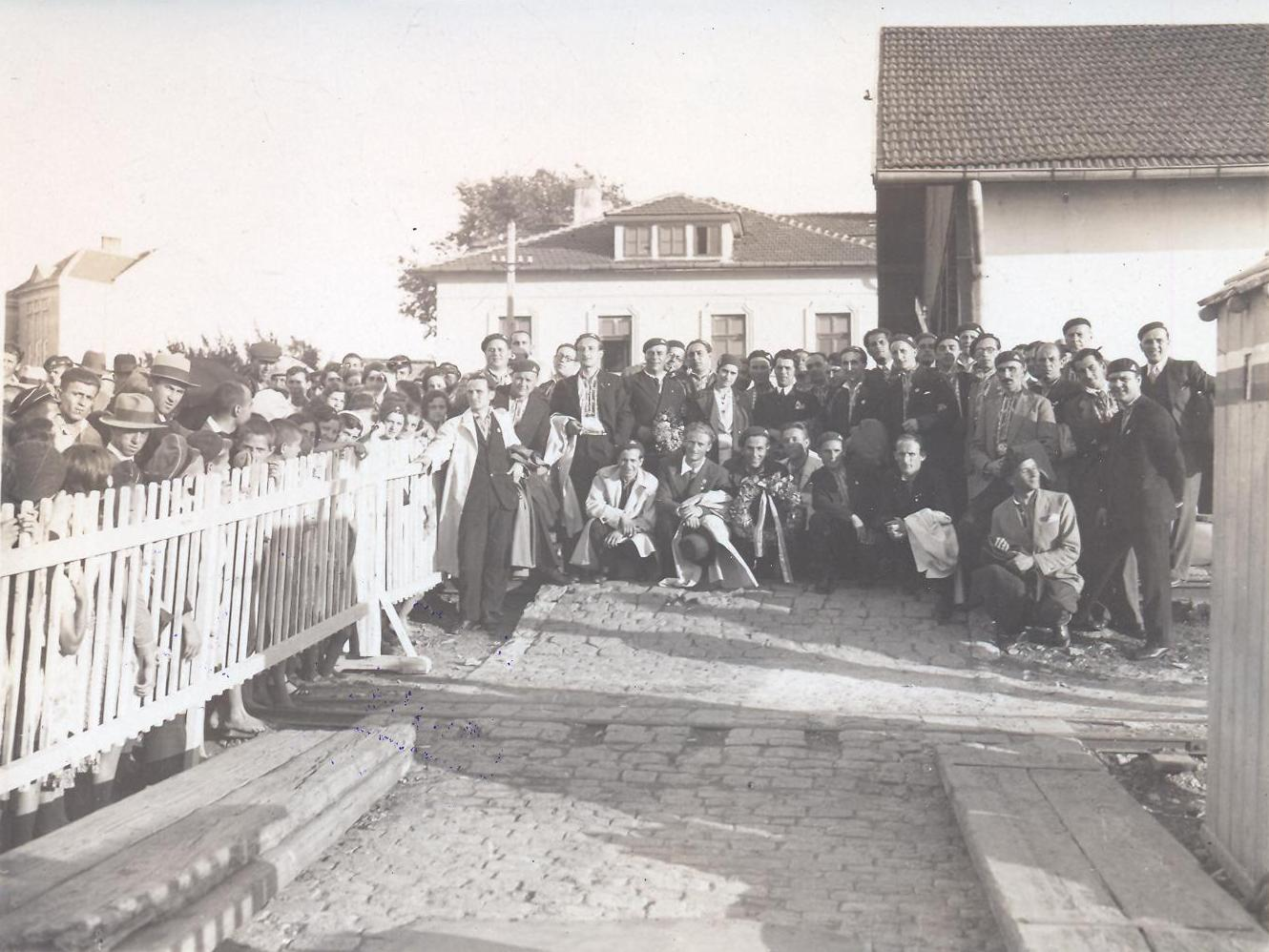
Софійський хор «Гусла»
на залізничній станції міста Лом
14 серпня 1933

Як розвивалася кар'єра художника? Працював учителем у провінції. Влаштувався у своєму рідному селі, і день за днем працював над живописом, переорюючи барвисту масу, як селянин оре землю плугом, глибоко, сумлінно і наполегливо. Художник віддавав перевагу написанню фігуративних, навіть багатофігурних композицій. Однак, його метод самобутній, а стиль, в чомусь нагадує символізм, частково — експресіонізм, все ж вироблений Кірілом Петровим самостійно. Він брав сюжети з повсякденного життя, спостерігаючи за трудовими буднями жителів села. Його картини — це думки про існування сільського жителя, про патріархальний уклад життя, про любов до землі та праці. Фігури на його картинах ніби виліплені з ґрунту, сповнені грубуватої сили. Колорит картин стриманий. Важливу роль в побудові живописної композиції грає ритм геометричних структур.

### Пізні роки
Після персональної виставки художника, що відбулася у 1946 році в Етнографічному музеї Софії, коли на нього накинулися критики «за формалізм і занепад», Кіріл Петров припиняє виставкову практику аж до 1961 року. В 1972 році проходить його ретроспективна виставка в Софії, а в 1973 році — в Берліні.
Твори Кіріла Петрова представлені в Національній художній галереї, (Софія), Софійській міській галереї мистецтв, в музеях і приватних колекція Болгарії та багатьох країн світу. Вдостоєний державних нагород.
Кіріл Петров помер 28 грудня 1979 року в Софії.

## Пам'ять
Іменем художника названа заснована у 1972 році Художня галерея «Кіріл Петров» у обласному центрі, місті Монтана (вул. [Архівовано 25 серпня 2011 у WebCite] Царя Бориса III, 19) [Архівовано 25 серпня 2011 у WebCite].

## Зображення в мережі
- При дверях, 1933 [Архівовано 10 червня 2015 у Wayback Machine.]  [Архівовано 10 червня 2015 у Wayback Machine.]
- На ниві, 1949 [Архівовано 5 березня 2016 у Wayback Machine.]  [Архівовано 5 березня 2016 у Wayback Machine.] Полотно, олія 76 × 68 см.
- На ярмарок  Полотно, олія
- Селяни  Полотно, олія
- Трудові бригади  Полотно, олія